# Onze-Lieve-Vrouw-Onbevlekt-Ontvangenkerk (Kapellen)

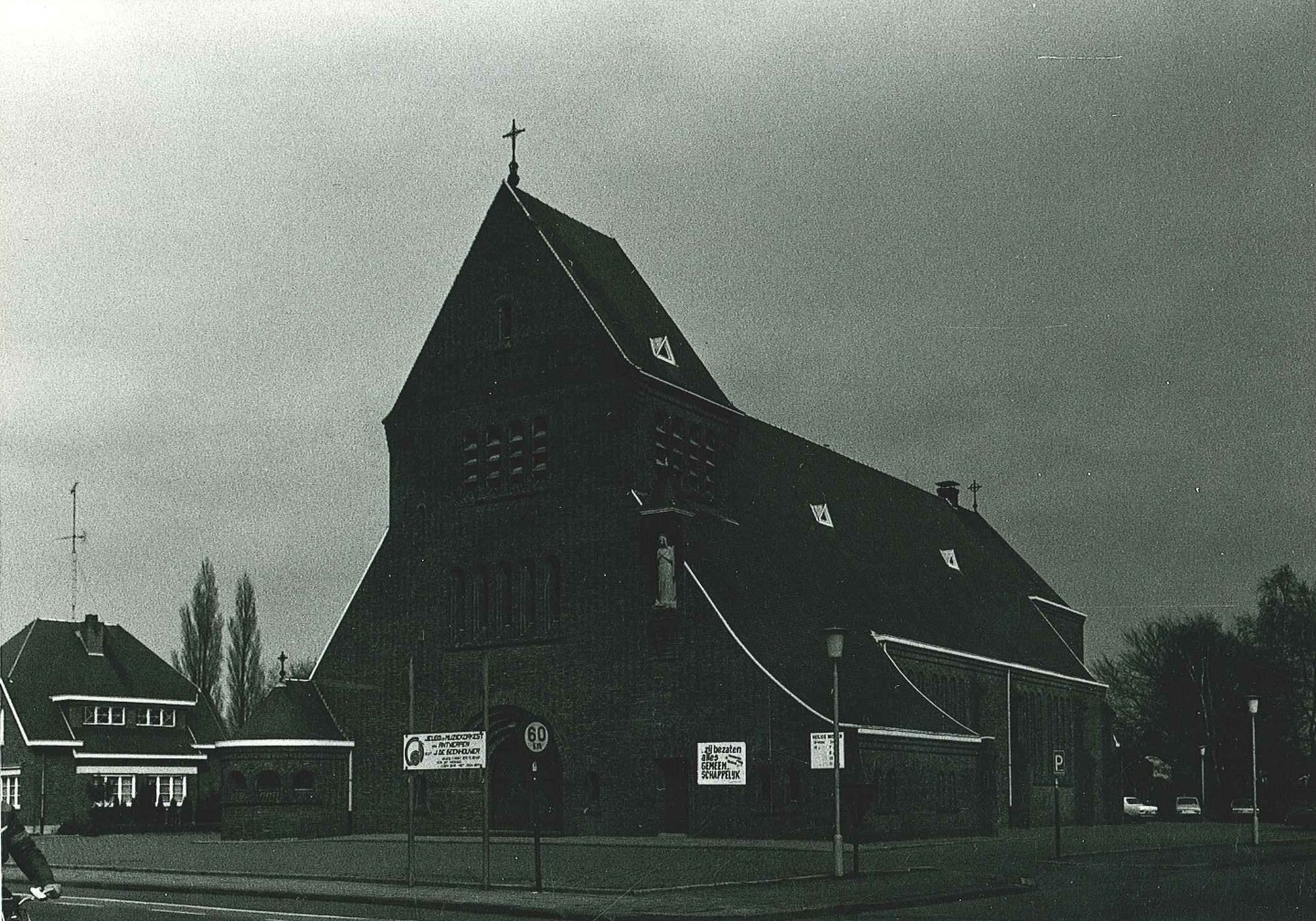
Onze-Lieve-Vrouw-Onbevlekt-Ontvangenkerk

De Onze-Lieve-Vrouw-Onbevlekt-Ontvangenkerk is een rooms-katholiek kerkgebouw in de Antwerpse plaats Kapellen, gelegen aan de Antwerpsesteenweg 237A, in de wijk Zilverenhoek.
De meeste bebouwing in deze wijk stamt uit de 20e eeuw en in 1937 werd een kapel gebouwd. In 1940 kwam een kerk tot stand naar ontwerp van Joseph Louis Stynen. Deze kerk werd in 1951 verheven tot parochiekerk. De nieuwe parochie was voornamelijk een afsplitsing van de Sint-Jozefsparochie.
Het is een gesloten bakstenen zaalkerk met enigszins neoromaanse stijlelementen en een zware, maar lage toren onder zadeldak, ingebouwd in de voorgevel. Het interieur wordt overkluisd door een spitstongewelf.